# لوئیس فرناندز (بازیکن فوتبال، زاده ۱۹۷۲)
لوئیس فرناندز (انگلیسی: Luis Fernández؛ زادهٔ ۲۹ سپتامبر ۱۹۷۲) بازیکن فوتبال اهل اسپانیا است.
از باشگاه‌هایی که در آن بازی کرده‌است می‌توان به باشگاه فوتبال رئال بتیس و باشگاه فوتبال راسینگ سانتاندر اشاره کرد.